# Anepitacta bicaudata
Anepitacta bicaudata är en insektsart som beskrevs av Max Beier 1965. Anepitacta bicaudata ingår i släktet Anepitacta och familjen vårtbitare. Inga underarter finns listade i Catalogue of Life.